# BR-471
Pour les articles homonymes, voir Route 471.

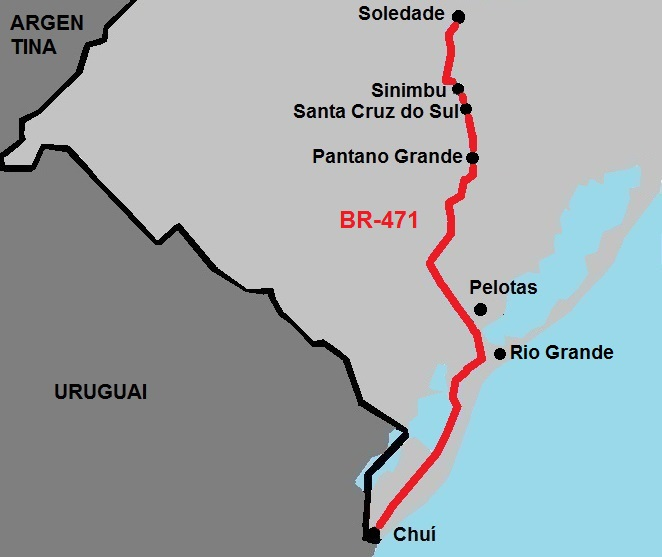
Tracé de la BR-471

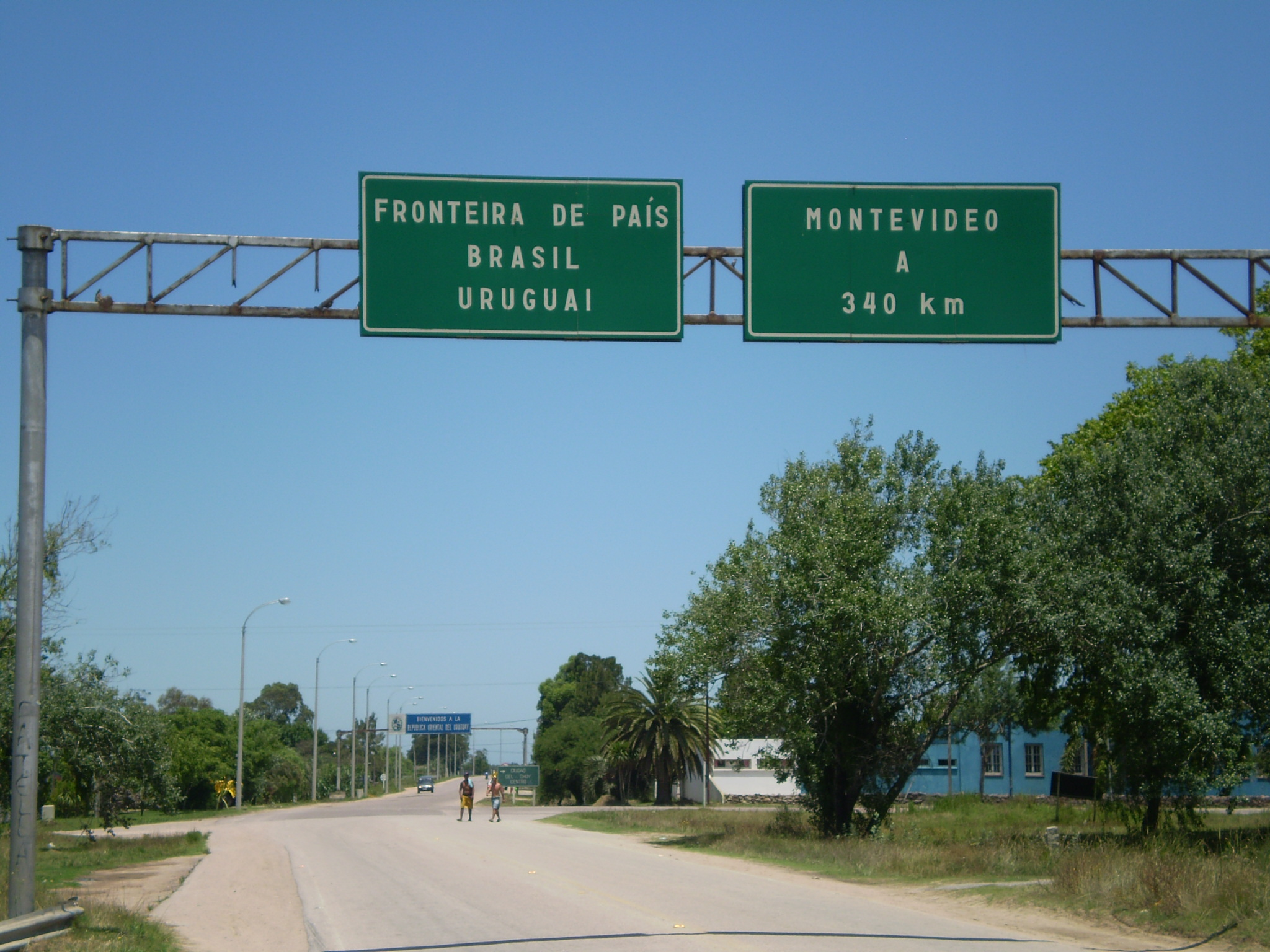
Au terme de la route.

La BR-471 est une route fédérale de liaison de l'État brésilien du Rio Grande do Sul, qui débute à Soledade et s'achève à Chuí, à la frontière avec l'Uruguay. Entre Canguçu et Quinta, localité et district de la municipalité de Rio Grande, elle partage son trajet avec la BR-392 sur 127 km. Son état est inégal, pouvant alterner des parties en excellent conservation et d'autres complètement précaires ou à peine construites. De Santa Cruz do Sul à Pántano Grande et de Canguçu à Quita la route est de très bonne qualité et sous concession privée. Elle est tout aussi agréable à utiliser de Quinta à Chuí.
Elle dessert les villes de :
- Barros Cassal
- Boqueirão do Leão
- Sinimbu
- Santa Cruz do Sul
- Rio Pardo
- Pantano Grande
- Encruzilhada do Sul
- Canguçu
- Morro Redondo
- Pelotas
- Rio Grande
- Santa Vitória do Palmar
- Chuí

Elle a une longueur de 631 km.